# Cavareno
Cavareno és un municipi italià, dins de la província de Trento. L'any 2007 tenia 1.008 habitants. Limita amb els municipis d'Amblar, Eppan an der Weinstraße, Kaltern an der Weinstraße (BZ), Romeno, Ruffrè i Sarnonico. Està situat a la Vall de Non.

## Administració
| Període | Identitat       | Partit        |
| ------- | --------------- | ------------- |
| 2005-   | Matteo Pancheri | Llista cívica |